# TrES-2b
TrES-2b或稱克卜勒1b（Kepler-1b），是一個環繞著天龍座恆星GSC 03549-02811（TrES-2）的太陽系外行星，距太陽系750光年。TrES-2b於2011年被確認是表面最暗的系外行星，它的反照率小於1%。該行星的質量和半徑代表它是組成成分類似木星的類木行星，但它極為靠近母恆星，因此是典型的熱木星。本行星系位於克卜勒太空望遠鏡的視野中。
多個計畫持續對 TrES-2b 進行研究，並持續獲得許多參數。2007年的研究獲得許多該行星和母恆星的參數。2008年研究總結母恆星 TrES-2 是一個聯星系統，這對測定行星與恆星參數有重要影響。

## 發現

恆星 GSC 03549-02811 隨時間變化的徑向速度，是 TrES-2b 存在的證據。

TrES-2b 是由跨大西洋系外行星搜尋計畫設在加利福尼亞州帕洛馬山天文台和亞利桑那州羅威爾天文台的口徑10公分望遠鏡於2006年8月21日觀測到凌星現象而發現。這項發現於同年9月8日由凱克天文台以觀測母恆星徑向速度變化方式確認。

## 自轉軸與軌道面夾角
2008年8月發表的論文公布了更多關於行星和母恆星的相關參數。TrES-2b 的軌道面和恆星赤道面夾角−9±12°。而行星的公轉方向和恆星自轉方向相同，即順向公轉。

## 克卜勒太空望遠鏡
NASA 於2009年3月發射在日心軌道以觀測行星凌的方式搜尋系外行星的克卜勒太空望遠鏡。2009年4月該太空望遠鏡的開光影像釋出，TrES-2b 是影像中兩個被特別提及天體的其中一個。雖然 TrES-2b 並非視野中唯一已知的系外行星，但卻是系列影像中當時唯一確定的。TrES-2b 的影像是重要的校正和檢查的參考。

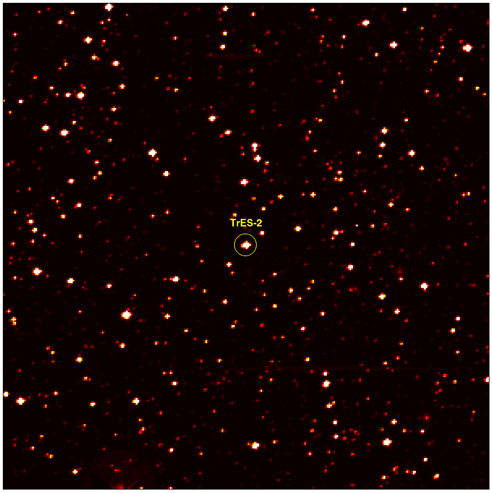
克卜勒太空望遠鏡影像中的 GSC 03549-02811（天球北極的方向是向左下角，目標天體在放大的影像中清楚可見）。

### 最暗的行星
克卜勒任務對 TrES-2b 觀測的首個重要結果就是2011年得知它的幾何反照率極低。如果該行星的晝夜亮度對比是因為幾何反照率造成，反照率值為2.53%；但模型的模擬則指出晝半球的輻射占了絕大多數總輻射量，因此真實反照率應遠低於原先的推測。模型預測反照率小於1%，而最符合觀測結果的值是0.04%。如果是這樣的話，TrES-2b 將是已知表面最暗的系外行星，反照率低於煤炭和黑色丙烯颜料。現在仍不明白 TrES-2b 表面如此黑暗的原因。一個可能的理由是該行星的大氣層中缺少類似木星大氣層中可反射輻射的雲，而這是因為 TrES-2b 相當接近母恆星使其表面溫度極高導致。另一個可能原因則是大氣層內可以吸收輻射的化學成分，例如鈉、鉀或鈦氧化物蒸氣。一般認為熱木星表面是暗的，因為天文學家認為可見光譜中相當重要的鈉和鉀的 D 譜線會被大範圍吸收。除了开普勒7b（38±12%）以外，熱木星的反照率估計值一般只提及上限。

## 外部連結
- Host to 'Hot Jupiter' (labeled)（页面存档备份，存于） NASA, 2009-04-16
- Light curve for TrES-2b using differential photometry（页面存档备份，存于）
- TrES-2 Extrasolar Planets Encyclopaedia